# Espace de Baire (théorie des ensembles)
Ne doit pas être confondu avec les espaces de Baire
En mathématiques, et plus précisément en topologie générale, l’espace de Baire est le nom donné — d'après René Baire — à l'ensemble de toutes les suites d'entiers, muni d'une certaine topologie. Cet espace est souvent utilisé en théorie descriptive des ensembles, au point que ses éléments sont souvent appelés des « réels ». On le note souvent B, NN, ωω, ou ωω.

## Définition
On appelle espace de Baire, noté NN, le produit cartésien d'un ensemble dénombrable de copies de l'ensemble N des entiers naturels, muni de la topologie produit, où chaque copie de N est munie de la topologie discrète.
Par définition de la topologie produit, cela veut dire qu'une base d'ouverts de NN est formée d'ensembles de suites dont un nombre fini de termes sont fixés, les autres prenant toutes les valeurs possibles ; plus rigoureusement, un tel ouvert est de la forme :
{\displaystyle U=\{u\in \mathbf {N^{N}} \mid \forall k\leq n,u_{i_{k}}=a_{k}\}},
où les {\displaystyle (i_{k})} et les {\displaystyle (a_{k})} sont deux suites d'entiers fixées de longueur n, et les ouverts de NN sont les réunions de tels U.
On peut également définir la topologie de l'espace de Baire à l'aide de la distance ultramétrique suivante : si u et v sont deux suites distinctes et n le plus petit entier tel que {\displaystyle u_{n}\neq v_{n}}, on pose {\displaystyle d(u,v)=2^{-n}} (et on pose {\displaystyle d(u,u)=0}). Cette distance induit la topologie précédente, et fait de l'espace de Baire un espace complet.

## Propriétés
L'ensemble NN a le cardinal de la droite réelle.
L'espace de Baire a les propriétés suivantes :
1. C'est un espace polonais, c'est-à-dire complètement métrisable (comme le montre explicitement la distance définie ci-dessus) et séparable (les suites nulles à partir d'un certain rang forment une partie dénombrable dense) donc à base dénombrable. Par conséquent, c'est un espace de Baire au sens topologique du terme ;
2. Il est parfait (c'est-à-dire sans point isolé) ;
3. Comme tout espace ultramétrisable, il est de dimension nulle et totalement discontinu ;
4. Il n'est pas localement compact ;
5. C'est un espace polonais universel au sens où il existe une surjection continue de l'espace de Baire sur tout espace polonais non vide. De plus, tout espace polonais contient un sous-ensemble dense et Gδ (c'est-à-dire intersection dénombrable d'ouverts) homéomorphe à un Gδ de l'espace de Baire ;
6. C'est, à homéomorphisme près, le seul espace polonais totalement discontinu dans lequel tout compact est d'intérieur vide ;
7. Il est homéomorphe au produit d'un nombre fini ou dénombrable de copies de lui-même.

## Relation avec la droite réelle
L'espace de Baire est homéomorphe à l'ensemble des nombres irrationnels muni de la topologie usuelle (induite par celle des réels) ; un homéomorphisme explicite de l'ensemble des irrationnels de ]0, 1[ dans (N*)N* est donné par la suite des entiers apparaissant dans le développement de l'irrationnel en fraction continue [0; a1, a2, …].
Du point de vue de la théorie descriptive des ensembles, le fait que la droite réelle est connexe amène à des difficultés techniques, c'est pourquoi on préfère souvent travailler dans l'espace de Baire. Comme tout espace polonais est l'image continue de l'espace de Baire, il est souvent possible de démontrer des résultats généraux sur les espaces polonais en les démontrant pour l'espace de Baire, et en prouvant que ces résultats sont préservés par continuité.
NN possède également un intérêt mineur en analyse réelle, car c'est un espace complet pour la distance définie plus haut, ce que ne sont pas les irrationnels pour la métrique usuelle, en dépit de ce que ces deux espaces sont homéomorphes en tant qu'espaces topologiques.